# Readymade

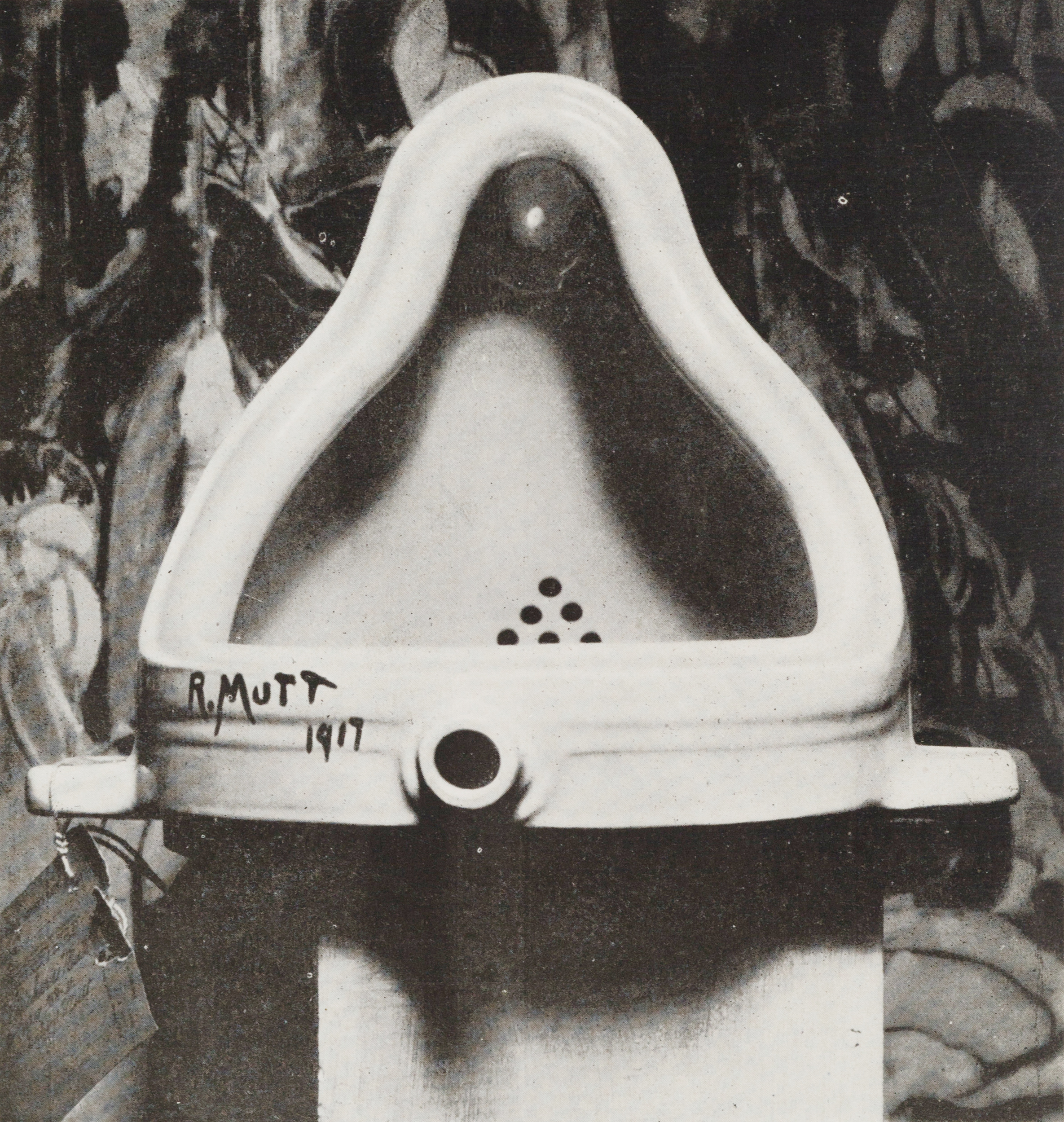
Originalet till Fountain efter 1917 års Society of Independent Artists-utställning, på vilken inlämningsetiketten tydligt syns. Bakgrunden är The Warriors av Marsden Hartley.
Foto: Alfred Stieglitz på dennes galleri, 291 i New York, och publicerat i The Blind Man nummer 2, maj 1917

Readymade betecknar ett vardagligt, ofta massproducerat föremål, inom konstvärlden ofta kallat "objet trouvé", som en konstnär valt ut och upphöjt till konst.
Begreppet "readymade", hämtad från textilindustrins term för konfektion(skostym), myntades av Marcel Duchamp i Paris omkring 1915. Bakgrunden var ett ifrågasättande av konstens gränser och funktionssätt av främst dadaister vid tiden för första världskriget. Ett tidigt exempel var Flasktorkaren, en vanlig torkställning för flaskor, som Marcel Duchamp 1914 presenterade som ett konstverk.
En mycket känd readymade är Fountain, en signerad urinoar som lämnades in som bidrag till Society of Independent Artists första utställning i New York i april 1917, och som vanligtvis attribuerats till Marcel Duchamp.
Exempel på senare upphovspersoner till readymades är 1960-talets pop- och Fluxuskonstnärer.